# Mine (píseň, Taylor Swift)
„Mine“ je píseň americké country-popové zpěvačky-skladatelky Taylor Swift. Píseň pochází z jejího třetího studiového alba Speak Now. Produkce se ujali producent Nathan Chapman a Taylor Swift.

## Hitparáda
| Žebříček    | Příčka |
| ----------- | ------ |
| USA         | 3      |
| Kanada      | 7      |
| Austrálie   | 9      |
| Nový Zéland | 16     |
| Švédsko     | 48     |